# 溫標
溫標（temperature scale，scale of temperature）义为“溫度標尺”，是温度的数值表示法，以量化數值配上溫度單位來表示。它也是温度计进行刻度的根据。
只要以物理方法使兩個不同的溫度在環境中產生，並測量再予以不同數值，即為溫標。例如：攝氏溫標定義水的熔點和沸點分別為0℃和100℃（詳見攝氏溫標）。

## 定义
温标的定义包括三个要素：
1. 测温质（测量温度所用的物质）与测温参量（测温质的某一随温度变化的属性）：
电阻温度计：利用金属丝电阻随温度变化来标志温度；
熱電偶温度计：利用两金属导体组成的热电偶的电动势随温度变化；
光学高温计：根据光的亮度或黑体辐射定律来标志温度；
2. 测温参量与温度的函数关系：
最简单的情况下，测温参量与温度呈正比，比如理想气体温标中当压强趋近于0时，定体气体温度计的气体体积与其热力学温度成正比；
测温参量亦可与温度呈线性、对数、指数等复杂的函数关系；
3. 标准温度点的选定，并规定其数值：
1954年国际计量大会选取水的三相点作为标准温度点，并规定此状态下的温度为273.16K（0.01℃），记为{\displaystyle T_{tr}}。

## 经验温标
经验温标是利用某種物質的物理特性和溫度之間的變化關係來確定的溫標。
常用的經驗溫標有下列幾種
1.攝氏溫標（℃）:在一大氣壓下水的冰點為0℃；沸點為100℃
2.華氏溫標（℉）:在一大氣壓下水的冰點為32℉，沸點為212℉
3.开耳文溫標（K）:以水的三相點273.16K作為標準點，在一大氣壓下水的冰點為273.15K，沸點為373.15K
4.蘭金溫標（°R）:又稱華氏絕對溫標。在一大氣壓下水的冰點為491.69°R，沸點為671.69°R。

## 理想气体温标
理想气体温标是一种根据玻意耳定律制定的温标。该温标以理想气体（在各压强下都严格遵守玻意耳定律的气体）为测温质，根据{\displaystyle PV\propto T}以测量温度。并规定水的三相点温度{\displaystyle T_{tr}\equiv 273.16K}。

## 热力学温标
1848年，英国物理学家开尔文（Lord Kelvin）从理论上建立了一种不依赖于任何测温物质及测温属性的温标。这种温标叫做热力学温标（也叫绝对温标），由它所确定的温度称为热力学温度，用T表示，单位称为“开尔文”，简称开，符号K表示。1K等于水的三相点的热力学温度的1/273.16。在理想气体温标所能确定的温度范围内，热力学温标与理想气体温标数值一致。1960年国际计量大会对摄氏温标重新定义，如以t表示摄氏温度，则有t=T-273.15。